# نای‌بند (عسلویه)
رأس نابند یا نای‌بند روستای از توابع بخش چاه‌مبارک شهرستان عسلویه در استان بوشهر واقع در جنوب ایران است.
نای‌بند طبق آمار سال ۱۳۹۵ جمعیت آن زیر سه خانوار می‌باشد.